# حملة آتشيه الأولى
حملة آتشيه الأولى كانت حملة تأديبية لجيش الهند الشرقية الهولندية الملكي ضد آتشيه.
في وقت مبكر من عام 1873، أجرى القنصل الأمريكي في سنغافورة مباحثات مع مبعوث آتشيه حول معاهدة أتشيه-أمريكية محتملة، والتي رأى الهولنديون أنها مبرر للتدخل. في مارس 1873، قام الهولنديون بقصف عاصمة آتشيه باندا آتشيه (كوتا راجا) وفي أبريل، هبط 3000 جندي بقيادة جون كولر. بعد أن أساء الحكم على معارضتهم في آتشيه، أُجبر الهولنديون على سحب كولر و 80 رجلًا. ثم قاموا بإنشاء حصار وقوات آتشيه (تقديرات تتراوح من 10000 إلى 100000) استعدت للمعركة.